# Projektomontaža Beograd
Projektomontaža Beograd (code BELEX : PRJM) est une entreprise serbe qui a son siège social à Belgrade, la capitale de la Serbie. Elle travaille dans le secteur de la construction.

## Histoire
Projektomontaža Beograd a été admise au libre marché de la Bourse de Belgrade le 5 novembre 2004.

## Activités
Projektomontaža Beograd conçoit et réalise des systèmes d'alimentation en eau ; elle construit notamment des stations de pompage, des usines de traitement de l'eau, des usines de traitement des eaux usagées, ainsi que des réservoirs et des égouts. Elle réalise également des installations thermo-techniques (HVAC) (climatisation, ventilation et chauffage) ; elle construit des canalisations pour le transport du gaz naturel, ainsi que des installations électriques, comme des postes électriques, des réseaux électriques ; dans ce domaine, elle réalise aussi des éclairages et des systèmes d'alarme et de détection des incendies. Projektomontaža Beograd construit également des installations industrielles, des halls de production, des entrepôts ; elle est également spécialisée dans la construction de toits et la fabrication d'objets métalliques destinés à contenir des produits (bonbonnes, réservoirs etc.).
Parmi ses réalisations les plus importantes, on peut noter, en 1978 sa participation à l'équipement thermo-technique, hydro-technique et électrique du Sava Centar de Belgrade ou, en 2003, des équipements divers pour la Belgrade Arena ou encore des équipements pour le nouveau bâtiment de la Banque nationale de Serbie, place de Slavija à Belgrade. En 2011, elle a notamment travaillé dans l'usine de Fiat automobili Srbija à Kragujevac et, en 2012, elle a travaillé à la reconstruction du Centre scientifique de Petnica, au Parc scientifique et technologique de Zvezdara ou encore à la restauration du SRC 11. april de Novi Beograd et à la construction du complexe douanier d'Užice.

## Données boursières
Le 21 juin 2013, l'action de Projektomontaža Beograd valait 1 867 RSD (16,31 EUR). Elle a connu son cours le plus élevé, soit 11 200 RSD (97,87 EUR), le 7 février 2008 et son cours le plus bas, soit 550 RSD (4,80 EUR), le 28 novembre 2005.
Le capital de Projektomontaža est détenu à hauteur de 58,77 % par des entités juridiques, dont 17,18 % par PMK-12 d.o.o., et à hauteur de 32,25 % par des personnes physiques.